# Titanio elbursana
Titanio elbursana là một loài bướm đêm trong họ Crambidae.